# Partido Comunista Ucraniano
El Partido Comunista Ucraniano (en ucraniano: Українська Комуністична Партія, romanizado: Ukrayinska Komunistychna Partiya) fue un partido político de oposición en la Ucrania soviética, desde 1920 hasta 1925. Sus seguidores son conocidos como Ukapistas (укапісти, ukapisty) debido a las iniciales del partido, UKP.
El UKP se formó de la división del Partido Ucraniano Socialdemócrata en enero de 1920. Era un partido marxista de oposición, que operaba separadamente del dominante Partido Comunista (Bolchevique) de Ucrania, y criticaba al partido de gobierno por medio del periódico Chervoni Prapor (Bandera Roja). Cientos de miembros provenían de los Independentistas Ucranianos Social Demócratas, los antiguos Borotbistas, y disidentes del Partido Comunista de la RSS de Ucrania, como Yuri Lapcinski. Los ukapistas estaban a favor de una Ucrania independiente de la Rusia bolchevique.
El UKP intentó conseguir la aceptación dentro del Komintern en 1925, pero fue rechazado y obligado a disolverse. Es decir, fue el último partido legal en la URSS que no dependía del PCUS. Algunos miembros se unieron al Partido Comunista de la RSS de Ucrania, incluyendo líderes como Mijailo Tkachenko y Yuri Mazurenko, con el objeto de mantener alguna influencia en la política ucraniana. Estos antiguos ukapistas fueron purgados durante las limpieza de políticos no-bolcheviques y otros "nacionalistas burgueses" entre 1931 y 1934, siendo ejecutados o exiliados a Siberia.